# Grünheide (Mark)
Grünheide (Mark) este o comună din landul Brandenburg, Germania.